# Matsucoccus larssoni
Matsucoccus larssoni är en insektsart som beskrevs av Koteja 1984. Matsucoccus larssoni ingår i släktet Matsucoccus och familjen pärlsköldlöss. Inga underarter finns listade i Catalogue of Life.